# جزيرة نيكر
جزيرة نيكر هي جزيرة تقع في جزر العذراء البريطانية مملوكة من قبل رجل الأعمال البريطاني ريتشارد برانسون.